# Cerovac
Cerovac (Церовац) è un centro abitato della Bosnia ed Erzegovina, compreso nel comune di Trebigne.